# На солнечной стороне улицы
«На солнечной стороне улицы» (2006) — роман Дины Рубиной.
Книга получила премию «Большой книги» за сезон 2006/2007.
Исследователи называют произведение «Ташкентским романом» Д. Рубиной.
Роман имеет классическую форму: посвящение, предисловие, пролог, три части и эпилог с эпиграфами.
В произведении две сюжетные линии: первая связана с Катей Щегловой, вторая с ее дочерью Верой. Катька, резкая, грубоватая и очень хитрая, в своих отношениях с окружающими отводит себе доминирующее положение: героиня, стремясь подчинить себе других, никогда не подчинится сама. Катя — натура артистическая и авантюрная, мастерски перевоплощаясь из одного образа в другой, была способна усыпить бдительность и втереться в доверие любого, дабы воплотить в жизнь очередной коммерческий план. Полной противоположностью Катьки Щегловой является ее дочь Вера. Она, как и мать, независимая и сильная, но для Веры превыше всего не деньги, а любовь, красота и гармония.
Рубина воссоздает Ташкент в романе с помощью своих воспоминаний и по памяти респондентов (как безымянных, так и субъективированных). В повествовании присутствует множество микротопонимов (Алайский рынок, парк Тельмана, Шейхантаур и др.) и эндемическая лексика (арык, курпачи, балхана и т. д.).

## Сюжет
Настоящее: В квартиру двадцатилетней художницы Веры Щегловой из тюрьмы возвращается мать (Катя), отсидевшая пять лет за попытку убийства гражданского мужа. Мать и дочь начинают сразу же конфликтовать. Конфликт перерастет в жалобы в милиции и бурные скандалы.
Прошлое: Из семьи Щегловых блокаду Ленинграда пережило двое детей: Катя и Саша. Их эвакуировали в Ташкент, где поселили в семью узбечки Хадичи. Катя Щеглова умирала от голода, но Хадича её выходила. Брат и сестра остались жить в Ташкенте. После войны Саша работал на заводе, Катя училась в школе.
На заводе, где работал Саша, произошла авария, всех якобы причастных судили и посадили, в том числе и Сашу. Парень умер по дороге в лагерь, Катя осталась одна. Она выучилась на швею и жила в общежитии. Здесь её тоже боялись.
Настоящее: Катя пишет на Веру донос в милиции. Они разменивают квартиру, чтобы никогда не встречаться.
Прошлое: Катя работала на фабрике и спекулировала тканью, сбывая её спекулянтам. Однажды, вследствие травмы, у Кати порвался желудок, ей срочно сделали операцию. Она влюбилась в спасшего её хирурга, который был добр к ней. Но тот был женат и не обратил внимания на девушку.
Настоящее: Вера живёт бедно, одной работой. Появляется её друг Лёня, который помогает обставить её новую однокомнатную квартиру, приносит вещи и еду. Он и отчим — единственные друзья героини.
Соседка предлагает Вере пустить за деньги на квартиру постояльца — художника-инвалида Стасика. Мечтающая научиться рисовать, девушка соглашается. Стас готовит Веру к поступлению в художественное училище. Через несколько месяцев она поступает туда.
Стасик меняет Верину жизнь, делает их квартиру открытым домом, вводит её в городскую богему, знакомит с интересными людьми. Вера и Стасик невинно живут бок о бок до тех пор, пока девушка не узнаёт, что у друга есть любовница. Внезапно героиня понимает, что влюблена в художника и страшно ревнует его.
Стасик знакомит Веру с Лёней Волошиным, интеллигентом, профессорским сыном, инженером-программистом. Они вместе ведут светский образ жизни.
У героев начинается роман, Стас становится первым Вериным мужчиной. Возлюбленный Веры погибает, сбитый машиной. Она немеет от горя и отгораживается от людей. К жизни девушку возвращает Лёня, который начинает заботиться о ней.
Прошлое: Катя приятельствовала с продавщицей газировки Цилей. Циля намекнула ей поближе сойтись с Семипалым, сыном Катиной квартирной хозяйки. Желая простого человеческого тепла, Катя стала его любовницей.
Они начали жить вместе, и Семипалый вовлёк Катю в торговлю краденым. Когда Катя забеременела, Семипалый велел ей делать аборт. Из-за упрямства и нежелания отдавать своё, девушка отказалась и ушла от него. Боясь мести бандитов, некоторое время она скрывалась у продавщицы Цили, болела. Семипалый прислал к ней парламентёра, чтобы уговорить её вернуться. Катя поняла, что ей грозит опасность, и тайно сбежала в провинцию, городок Джизак, отблагодарив Цилю за помощь.
Вера родилась здоровой и похожей на отца. Мать не любила дочь, считала её обузой и наказанием и жалела, что не отдала младенца доброму акушеру, который хотел удочерить её. Около двух лет мать с дочерью прожили в Джизаке, где Катя наладила незаконную оптовую торговлю. Вернувшись в Ташкент, Катя попыталась вселиться в половину дома Семипалого, который уехал на Украину. Во время скандала мать Семипалого умерла от сердечного приступа. Катя снова скрылась и сняла комнату на окраине города. Катиными соседями по дому были вдовец Валентин с сыном Серёжей. Катю Валентин устроил уборщицей в техникум. Вера проводила дни в учительской, пока мать убиралась, там и заметили, что она любит рисовать. Старые знакомые позвали Катю в бизнес по распространению наркотиков и дали ей кличку Артистка.
Часть 2
Автор вспоминает, как в детстве, играя в Верином дворе, увидела её, худую девочку в старых трусах и футболке. Повинуясь приступу жалости и щедрости, автор подарила Вере новые ленту и сумку. Автор ностальгирует по прошлому, вспоминает ташкентское детство и забавных городских персонажей, позже нашедших отражение в его и Верином творчестве. Героиня ещё дружила с Серёжей, уже студентом техникума, ухаживавшим за девушками. Знакомство с Мишей Лифшицем. Ташкентское землетрясение.
Отчим (Миша) без устали занимался воспитанием падчерицы, её здоровьем, учёбой, досугом, чтением. Катя устроилась проводницей на поезда дальнего следования, чтобы было удобнее перевозить контрабанду и наркотики. Как-то вернувшись из рейса в невменяемом состоянии, возможно, в наркотическом опьянении, мать расспросила соседок о поведении Миши, выследила его по дороге с работы и ударила ножом в шею. Потом убежала домой и спряталась. Пришедшей из школы Вере испуганные соседки сообщили о произошедшем. Встревоженная девочка побежала спасать дядю Мишу, но не успела — его увезла «скорая». Вернувшись домой обезумевшей от горя, она разыскала спрятавшуюся мать и сообщила о ней в милицию. Ту судили и посадили на пять лет.
Часть 3
Автор вспоминает, что случайно видела похороны Миши, его приёмную мать и высокую девушку, ведущую ту под руку. Только потом писательница поняла, что это была та самая девочка, которой она когда-то в детстве отдала новые бант и сумочку, то есть Вера.
Дядя Миша, так и не оправившись от раны, умирает. Похоронить его помогает Лёня, ставший Вериным лучшим другом. После похорон приёмная мать Миши отдает Вере часы-кулон, принадлежавшие Мишиной матери и хранимые тем всю жизнь. Вера знает, что приёмный отец всегда будет жить в её картинах.
Вера работает с детьми в изостудии, ей нравится, ребята любят её. Она участвует в выставках и имеет успех, о ней пишут в прессе искусствоведы.
В СССР — перестройка. Лёня приводит к Вере немецкого искусствоведа Дитера, чтобы тот устроил выставку её картин за рубежом. Тот сразу испытывает симпатию к художнице и начинает за ней ухаживать. Вера живёт в Германии, она — чрезвычайно успешный художник. Лёня состоялся в США как программист, богат, живёт с мамой. Он издал альбом Вериных рисунков, которые много лет подбирал, когда она их выбрасывала.
Вера расстаётся с Дитером, выкупает свои картины и в конце 1990-х годов почти без денег возвращается в Ташкент. Из США звонит Лёня и предлагает Вере выставить её картины в Чикаго, где он живёт. Художница очень рада его звонку, они много лет не общались. По приезде в Чикаго Лёня везёт Веру в свой дом, ставший её музеем: здесь висят Верины картины и рисунки, которые он покупал, следуя за ней по всему миру. Герой делает Вере предложение, говорит, что никуда больше не отпустит её. Герои проводят ночь вместе.
На открытии выставки к Вере обращается пожилая русская женщина. Это довоенная соседка Щегловых по ленинградской квартире, она рассказывает художнице историю её семьи. Вера из интеллигентной дворянской семьи Введенских, её дед был художником. Героиня потрясена этим: мать никогда не рассказывала о прошлом семьи, о родителях, боялась. Обо всём, что узнала, Вера рассказывает Лёне и летит в Ташкент поговорить с матерью. Она приходит к Сергею, другу детства, тот глава большой небогатой семьи. Он рассказывает, что в старости Катя «прибилась» к их семье, ухаживала за его больным отцом, помогала им с детьми, шила на всех, а теперь сама больна раком и умирает в больнице. У постели матери Вера предлагает примириться и все простить друг другу.
Автор встречается с Верой у общих знакомых и сообщает ей, что пишет о ней книгу. Автор приезжает в современный Ташкент, ходит по его новым улицам и почти ничего не узнаёт.

## История создания и публикации
Это роман о городе детства писательницы — Ташкенте. Роман писался на протяжении 26 лет и вобрал в себя основные мотивы творчества писательницы.
Название романа является отсылкой к джазовой песне «On the sunny side of the street»
Хватай свой плащ, свою кепку,

Оставь свои печали у порога…

Жизнь может быть так сладка

На солнечной стороне улицы!

## Награды
- лауреат Большая Книга, 2007 // Третья премия
- лауреат Большая Книга, 2007 // Победитель читательского интернет-голосования

Номинации на премии:
- номинант Русский Букер, 2006 // Русский Букер
- номинант Ясная Поляна, 2006 // XXI век

## Экранизации
- Телесериал «На солнечной стороне улицы» 2011, Россия, реж: Валерий Усков, Владимир Краснопольский